# Mount Brearley
Mount Brearley ist ein 2010 m hoher und spitzer Berg im ostantarktischen Viktorialand. Er ist der westlichste Gipfel der Kukri Hills.
Die vom britischen Geografen Thomas Griffith Taylor (1880–1963) geleitete Westgruppe der Terra-Nova-Expedition (1910–1913) benannte den Berg. Namensgeber ist Harry Brearley (1871–1948), Erfinder des rostfreien Stahls im angelsächsischen Raum und Schüler von Griffith Taylors Vater.